# Coppa di Cina 2025
La Coppa di Cina 2025 è la 27ª edizione della coppa nazionale cinese, iniziata il 14 marzo 2025 e con termine il 5 dicembre successivo.
La squadra campione in carica è lo Shanghai Haigang, che ha vinto la sua prima coppa nazionale nell'edizione 2024.

## Calendario
| Turno            | Incontri          | Squadre rimanenti | Squadre partecipanti | Dal turno precedente | Entranti in questo turno                                         |
| ---------------- | ----------------- | ----------------- | -------------------- | -------------------- | ---------------------------------------------------------------- |
| Primo turno      | 14-16 marzo 2025  | 64                | 32                   | -                    | 12 squadre dai preliminari regionali 20 squadre dalla League Two |
| Secondo turno    | 18-20 aprile 2025 | 48                | 32                   | 16                   | 16 squadre dalla League One                                      |
| Terzo turno      | 20-22 maggio 2025 | 32                | 32                   | 16                   | 16 squadre dalla Super League                                    |
| Quarto turno     | 20-22 giugno 2025 | 16                | 16                   | 16                   | -                                                                |
| Quarti di finale | 22-23 luglio 2025 | 8                 | 8                    | 8                    | -                                                                |
| Semifinali       | 19-20 agosto 2025 | 4                 | 4                    | 4                    | -                                                                |
| Finale           | 5 dicembre 2025   | 2                 | 2                    | 2                    | -                                                                |

## Partite

### Primo turno
Il sorteggio per il primo turno è stato effettuato il 27 febbraio 2025.
| Squadra 1              | Risultato       | Squadra 2                 |
| ---------------------- | --------------- | ------------------------- |
| 14 marzo 2025          |                 |                           |
| Qingdao May Wind       | 1 - 5           | Tai'an Tiankuang          |
| Changchun Xidu         | 0 - 1           | Guangxi Hengchen          |
| Guangdong Red Treasure | 0 - 4           | Guizhou Zhucheng Athletic |
| 15 marzo 2025          |                 |                           |
| Shanghai Zetian        | 0 - 2           | Wuxi Wugou                |
| Shanghai Second        | 1 - 0           | Kunming City              |
| Shanghai MHI           | 0 - 3           | Nantong Haimen            |
| Ningbo Ukang           | 0 - 2           | Guangdong Mingtu          |
| Shaanxi Northwest      | 4 - 1           | Ganzhou Ruishi            |
| Wuhan Lianzhen         | 0 - 1           | Shenzhen 2028             |
| Quanzhou Yassin        | 2 - 3           | Wenzhou                   |
| Guangzhou Alpha        | 3 - 2           | Hubei Istar               |
| Shenzhen Jixiang       | 1 - 0           | Guangxi Lanhang           |
| 16 marzo 2025          |                 |                           |
| Shanxi Chongde Ronghai | 0 - 1           | Lanzhou Longyuan Athletic |
| Xiamen Chengyi         | 0 - 3           | Jiangxi Lushan            |
| Chongqing Chunlei      | 0 - 0 (3-1 dtr) | Beijing Ligong            |
| Quanzhou Qinggong      | 0 - 0 (5-4 dtr) | Hangzhou Linping Wuyue    |

### Secondo turno
Il sorteggio per il secondo turno si è tenuto il 27 febbraio 2025.
| Squadra 1                 | Risultato       | Squadra 2                |
| ------------------------- | --------------- | ------------------------ |
| 18 aprile 2025            |                 |                          |
| Lanzhou Longyuan Athletic | 0 - 2           | Liaoning Tieren          |
| Guangdong Mingtu          | 2 - 2 (3-5 dtr) | Shenzhen Juniors         |
| Guizhou Zhicheng          | 2 - 1           | Foshan Nanshi            |
| 19 aprile 2025            |                 |                          |
| Shanghai Second           | 0 - 2           | Jiangxi Dingnan          |
| Quanzhou Qinggong         | 0 - 4           | Suzhou Dongwu            |
| Wuxi Wugou                | 2 - 0           | Nantong Zhiyun           |
| Shaanxi Northwest         | 0 - 1           | Chongqing Tonglianglong  |
| Wenzhou Provenza          | 0 - 3           | Dalian Kuncheng          |
| Jiangxi Lushan            | 0 - 1           | Qingdao Hongshi          |
| Guangzhou Dandelion       | 1 - 0           | Nanjing Chengshi         |
| Guangxi Hengchen          | 2 - 1           | Shanghai Jiading Huilong |
| Shenzhen 2028             | 0 - 4           | Shaanxi Union            |
| Shenzhen Jixiang          | 0 - 0 (7-8 dtr) | Yanbian F.C.             |
| 20 aprile 2025            |                 |                          |
| Tai'an Tiankuang          | 0 - 2           | Shijiazhuang Gongfu      |
| Chongqing Chunlei         | 1 - 1 (8-9 dtr) | Guangdong GZ-Power       |
| Nanton Haimen             | 0 - 1           | Guangxi Pingguo          |

### Terzo turno
Il sorteggio per il terzo turno si è tenuto il 27 febbraio 2025.
| Squadra 1               | Risultato       | Squadra 2              |
| ----------------------- | --------------- | ---------------------- |
| 20 maggio 2025          |                 |                        |
| Shaanxi Union           | 2 - 1           | Wuhan San Zhen         |
| Guangzhou Dandelion     | 0 - 1           | Zhejiang Zhiye         |
| Guangxi Hengchen        | 2 - 1           | Meizhou Kejia          |
| 21 maggio 2025          |                 |                        |
| Shenzhen Juniors        | 1 - 5           | Dalian Yingbo          |
| Yanbian F.C.            | 0 - 2           | Qingdao Xihaian        |
| Wuxi Wugou              | 0 - 3           | Shanghai Shenhua       |
| Jiangxi Dingnan         | 1 - 2           | Yunnan Yukun           |
| Guangdong GZ-Power      | 2 - 2 (5-4 dtr) | Shenzhen Xin Pengcheng |
| Dalian K'un City        | 1 - 1 (4-3 dtr) | Changchun Yatai        |
| Liaoning Tieren         | 0 - 0 (2-4 dtr) | Qingdao Hainiu         |
| Chongqing Tonglianglong | 1 - 2           | Henan                  |
| Shijiazhuang Gongfu     | 0 - 5           | Beijing Guoan          |
| Qingdao Hongshi         | 0 - 5           | Shandong Taishan       |
| Suzhou Dongwu           | 2 - 6           | Shanghai Haigang       |
| Guangxi Pingguo         | 0 - 3           | Chengdu Rongcheng      |
| Guizhou Zhicheng        | 0 - 1           | Tianjin Jinmen Hu      |

### Quarto turno
Il sorteggio per il quarto turno si è tenuto il 27 maggio 2025.
| Squadra 1          | Risultato       | Squadra 2         |
| ------------------ | --------------- | ----------------- |
| 20 giugno 2025     |                 |                   |
| Shandong Taishan   | 1 - 3           | Chengdu Rongcheng |
| 21 giugno 2025     |                 |                   |
| Dalian Yingbo      | 1 - 1 (5-6 dtr) | Beijing Guoan     |
| Shaanxi Union      | 1 - 2           | Yunnan Yukun      |
| Guangdong GZ-Power | 2 - 0           | Tianjin Jinmen Hu |
| Qingdao Hainiu     | 2 - 1           | Guangxi Hengchen  |
| 22 giugno 2025     |                 |                   |
| Shanghai Haigang   | 2 - 3           | Shanghai Shenhua  |
| Dalian K'un City   | 0 - 2           | Qingdao Xihaian   |
| Henan              | 3 - 2           | Zhejiang Zhiye    |

### Quarti di finale
Il sorteggio per i quarti di finale si è tenuto il 27 maggio 2025.
| Squadra 1        | Risultato       | Squadra 2          |
| ---------------- | --------------- | ------------------ |
| 22 luglio 2025   |                 |                    |
| Shanghai Shenhua | 3 - 3 (7-8 dtr) | Henan              |
| Qingdao Hainiu   | 1 - 2           | Chengdu Rongcheng  |
| Qingdao Xihaian  | 2 - 2 (2-4 dtr) | Beijing Guoan      |
| Yunnan Yukun     | 3 - 0           | Guangdong GZ-Power |

### Semifinale
Il sorteggio per le semifinali si è tenuto il 27 maggio 2025.
| Squadra 1         | Risultato       | Squadra 2    |
| ----------------- | --------------- | ------------ |
| 19 agosto 2025    |                 |              |
| Chengdu Rongcheng | 0 - 0 (3-4 dtr) | Henan        |
| 20 agosto 2025    |                 |              |
| Beijing Guoan     | 7 - 0           | Yunnan Yukun |

### Finale
| Squadra 1       | Risultato | Squadra 2 |
| --------------- | --------- | --------- |
| 5 dicembre 2025 |           |           |
| Beijing Guoan   | 63        | Henan     |